# Bolero (filme de 1984)
Bolero (bra: Bolero - Uma Aventura em Êxtase) é um filme erótico de drama romântico de 1984 estrelado por Bo Derek, escrito e dirigido por seu marido John Derek. O filme gira em torno do despertar sexual da protagonista e sua jornada ao redor do mundo para buscar o amante ideal que vai tirar a sua virgindade.
Bolero foi o filme que dissolveu o acordo de distribuição entre a Metro-Goldwyn-Mayer, conhecida na época como MGM/UA Communications, e a Cannon Films, sobre o conteúdo potencialmente pornográfico no filme. A MGM usou a cláusula vigente de não liberar o material explícito. Então a Cannon Films rompeu com a MGM pouco antes do lançamento de Bolero, tornando a obra uma produção de cinema em casa e a empresa de distribuição.

## Sinopse
Ayre "Mac" MacGillvary (Bo Derek), uma jovem virginal quer se formar a partir de um internato britânico exclusivo, está determinada a encontrar o homem certo para o seu primeiro encontro sexual. Rica o suficiente para não se aventurar sozinha, traz consigo sua amiga Catalina (Ana Obregon) e Cotton, o motorista da família (George Kennedy). Ayre primeiro viaja para um país árabe onde encontra um amante ideal, um sheik que se oferece para deflorá-la, mas cai no sono quase que imediatamente. Desistindo do sheik, Ayre vai para a Espanha, onde conhece o toureiro Angel (Andrea Occhipinti) que consegue ficar acordado. Infelizmente, depois de ser bem sucedida em sua busca, Angel é chifrado enquanto toureava.
A lesão deixa Angel impotente, e Ayre torna a sua missão para ver a sua recuperação. Ao longo da jornada, aprende a lutar contra um touro como uma maneira de obter motivação para o seu amante. Eventualmente é bem sucedida em ajudar Angel. O filme termina com o casamento.

## Elenco
- Bo Derek como Ayre "Mac" MacGillvary
- George Kennedy como Cotton
- Andrea Occhipinti como Angel Sacristan
- Ana Obregón como Catalina
- Olivia d'Abo como Paloma
- Greg Bensen como Sheik
- Ian Cochrane como Robert Stewart
- Mirta Miller como Evita
- Mickey Knox como guia marroquino Sleazy
- Paul Stacey como jovem Valentino #1
- James Stacy como jovem Valentino #2

## Lançamento
Bolero foi lançado sem classificação do Motion Picture Association of America, John Derek decidiu lançar o filme sem classificação. O slogan do filme é "Uma aventura em êxtase". O filme foi lançado oficialmente em DVD com uma classificação sem cortes.

## Recepção
O filme foi arrasado pela crítica e indicado para nove prêmios Framboesa de Ouro. "Pior Roteiro" e ganhou seis, incluindo "Pior Filme", "Pior Atriz" e "Pior Diretor", Em 1990, o filme foi nomeado para "Pior Filme da Década", mas perdeu para Mommie Dearest . O filme foi nomeado para um Stinkers Bad Movie Awards para Pior Filme. Arrecadou cerca de US$ 8,9 milhões em vendas de ingressos americanos baseado em um orçamento de US$ 7 milhões.[carece de fontes?]